# João Nogueira
João Nogueira (* 12. November 1941 in Rio de Janeiro, Brasilien; † 5. Juni 2000 ebenda) war ein brasilianischer Sänger und Komponist. Seit den Anfängen seiner Karriere war er für den charakteristischen Swing in seinen Sambas bekannt.

## Leben
Als Sohn des Rechtsanwalts und Musikers Batista Nogueira und Bruder der Komponistin Gisa Nogueira, trat João schon früh in Kontakt mit Musik aus aller Welt. Schon bald begann er Gitarre spielen zu lernen, spielte in einer Choro-Band und bekam Kontakt zur Sambaschule Portela, wo er mit Sambas erfolgreich war. In seinem Heimatbairro Meier gründete er den Club do Samba, ein Treffpunkt aller Sambistas von Rio. Er gehört zu den Vertretern der Música Popular Brasileira (MPB) des brasilianischen Südostens.
Bekannte brasilianische Sänger wie Elis Regina, Clara Nunes, Emílio Santiago, Beth Carvalho und Alcione sangen von ihm komponierte Lieder. Er ist der Vater des Sängers und Komponisten Diogo Nogueira.

## Diskografie
- 1972 João Nogueira
- 1974 E Lá Vou Eu
- 1975 Vem Quem Tem
- 1977 Espelho
- 1978 Vida Bohêmia
- 1979 Clube Do Samba
- 1980 Boca Do Povo
- 1981 Homem aos 40
- 1981 Wilson, Geraldo & Noel
- 1983 Bem Transado
- 1984 Pelas Terras Do Pau-Brasil
- 1985 De Amor É Bom
- 1986 Boteco Do Arlindo
- 1988 João
- 1992 Programa Ensaio
- 1994 Parceria
- 1996 Letra & Música
- 1998 De Todos Os Sambas
- 2000 Através Do Espelho